# 소백산맥
소백산맥(小白山脈, Sobaek Mountains)은 한반도 남부에 위치하는 산맥이다. 한반도 동부를 남북으로 횡단하는 태백산맥과 한반도의 등뼈를 이룬다.
산맥은 태백산맥에서 남서방향으로 뻗어 있으며 반도의 중앙에서 남쪽으로 향한다. 남단에는 산맥의 최고봉인 지리산(1,915 m)이 우뚝 솟아있다. 지리산은 제주도의 한라산 다음으로 2번째로 높은 산이다. 그 외에도 가야산 · 월악산 · 소백산 등 1,000m 이상의 산들이 위치해 있다.
이 산맥을 경계로 동쪽은 경상도, 서쪽은 충청도·전라도이다(조선 팔도참조).

## 지도

### 지형도
|  |  |

### 위치 지도
| 서울대구부산단양영주충주문경괴산영동김천장수함양남원영월태백제천봉화보은상주무주성주거창합천산청구례하동광양여수죽령이화령문경새재추풍령육십령팔량치태백산소백산월악산주흘산속리산황악산민주지산대덕산덕유산가야산지리산백운산class=notpageimage\| 소백산맥의 산과 고개 및 인근 시·군 · 라벨 색상: 산 고개 인근 시·군 기타 도시 |

## 같이 보기
- 대한민국의 지리
- 한국의 산 목록